# Parla
Parla est une commune d’Espagne, dans la communauté autonome de Madrid, située à environ 16 kilomètres de distance[De quoi ?]. Elle se situe à une altitude d'environ 650 mètres. Sa population compte environ 125 000 habitants.

## Transports
La ville possède une ligne de tramway circulaire, et indépendante du métro léger de Madrid[pas clair].

## Monuments et lieux
Parmi les principaux monuments de la ville, on a notamment :
- La chapelle Notre-Dame de la Solitude : elle a été construite au XVIe siècle, puis au milieu du XVIIe siècle par l'architecte Bartolome Hurtado Garcia.
- L'église Notre-Dame de l'Assomption qui date du XVIe siècle et qui a été reconstruite au cours du XXe siècle.
- Le Parla Old City Hall : élevé au début du XXe siècle. Il se trouve à Place de la Constitution, anciennement appelé Plaza Mayor.
- La Old School qui date du début du XXe siècle, lorsque Balbin Bermejo a été maire de Parla, sur le modèle de l'art de Toledano. Ce bâtiment a été utilisé comme la bibliothèque municipale du Parlement, jusqu'en 2000 où il devient Formation et Advocacy Center for the Performing Arts (Laboratoire Scène du Sud).
- Le Calvaire représente la crucifixion du Christ. Ce monument se trouve dans le quartier de la chapelle.
- La queue de la baleine : selon la légende, une baleine a vécu dans l'ancien lac asséché.
- Le Parc du Jardin Botanique est situé dans un petit musée bonsaï. Il a reçu la récompense "Alhambra" en 2006, l'année de son inauguration, décerné par l'Association espagnole des parcs et jardins publics comme meilleur projet en raison de l'utilisation d'espèces indigènes et du traitement de la nature.

## Célébrations
- Le Festival de l'eau en Juin.
- Les festivités en l'honneur de la Vierge de la Solitude, en septembre[1].